# Cowspiracy
Cowspiracy - Il segreto della sostenibilità ambientale (Cowspiracy: The Sustainability Secret) è un documentario del 2014 prodotto e diretto da Kip Andersen e Keegan Kuhn.

## Trama
Il film segue il percorso di maturazione del coregista Kip Andersen, ambientalista fortemente impegnato nel tentativo di ridurre l'impatto dell'uomo sul pianeta. Dopo diversi anni in cui dedica molta attenzione, in maniera quasi ossessiva, a comportamenti ecologisti, come lo spostarsi in maniera ecosostenibile, l'utilizzare l'acqua con parsimonia e così via, Andersen si imbatte in una ricerca che indica come l'impatto dell'industria animale, sia quella intensiva che quella biologica, sulla Terra sia enorme, in termini di deforestazione, consumo di acqua e spreco di risorse.
A ciò si accompagna la scoperta che le principali associazioni ambientaliste, intente a criminalizzare le industrie del petrolio e del gas, le multinazionali e gli altri target abituali delle loro battaglie, non puntano il dito contro l'industria animale, ignorando anzi completamente il tema. Nonostante negli anni diversi studi scientifici, diffusi da istituzioni di alto livello come la FAO o la NASA, abbiano diffuso l'allarme, questi dati passano misteriosamente sotto silenzio. Un silenzio imbarazzante da parte delle organizzazioni che si impegnano quotidianamente a diffondere stili di vita più sostenibili, ma che evitano accuratamente di toccare il tema della riduzione dei consumi di carne e dei suoi derivati.
Andersen decide di scoprire da cosa nasce questa paura, cercando di fare luce sulle motivazioni che spingono associazioni come Greenpeace, Sierra Club, Surfrider Foundation e Rainforest Action Network a celare queste informazioni, e di conseguenza a non includere tra i comportamenti da adottare per salvare il pianeta la riduzione del consumo di carne, pesce e prodotti derivati. Al termine del suo percorso di indagine diventa consapevole che, per ridurre l'allevamento intensivo e raggiungere l'impatto maggiormente positivo sulla vita dello stesso, la soluzione maggiormente efficace consiste nello smettere di consumare carne e nello scegliere di adottare un regime di vita vegano.

## Produzione
Il film è stato finanziato collettivamente con il crowdfunding su Indiegogo, con 1.449 contributori che hanno donato $117.092. Questa raccolta di fondi, equivalente al 217% dell'obiettivo, ha permesso di doppiare il film anche in spagnolo e tedesco, e inoltre di sottotitolarlo in altre 10 lingue, tra cui cinese e russo

## Riconoscimenti
Cowspiracy ha vinto il "Premio scelta del pubblico" nell'edizione 2015 del South African Eco Film Festival, così come il "Premio al miglior film straniero" al dodicesimo FFPE - Festival de films pour l'environnement di Portneuf.